# S/S Aura
S/S Aura var ett passagerarfartyg som byggdes av Motala varv i Norrköping 1858 och levererades som S/S Norden i december samma år till Ångbåtsbolaget Norden, senare Rederi AB Norden, i Norrköping, varefter hon sattes i trafik mellan Norrköping och Stockholm. Hon förlängdes 1878. Från 1904 trafikerade hon traden mellan Visby och Stockholm, med hemmahamn i Visby och under nya ägare. 
År 1907 såldes S/S Norden först till ett partrederi i Nynäshamn och sedan till Ångfartygs AB Bore i Åbo. Hon döptes om till S/S Boris och gick i trafik mellan Åbo och Stockholm över Mariehamn. År 1909 såldes hon till 
Aura Sockerbruks AB i Åbo, Finland och döptes då om till S/S Aura.
År 1914 under första världskriget rekvirerades S/S Aura som minutläggare åt Kejserliga Ryska flottan. omdöpt först till Planeta och därefter 1915 till Pregrada. Hon antas ha sjunkit i Storsund i Estland 1917.